# Collettivo
La parola collettivo indica un insieme di persone accomunate da una qualsiasi caratteristica o interesse, e che generalmente condivide lo stesso obiettivo, che arriva a formare un'associazione o comunque un gruppo di persone.

## Significati
La parola collettivo è originariamente un aggettivo. Un nome è collettivo quando indica un insieme di persone, animali, o cose, ed è sempre singolare. Esempi: "una flotta (nome collettivo) di navi"; "la gente (nome collettivo)".

## Collettivi politici
Il collettivo è importante nella politica di molti gruppi sociali, spesso di sinistra, come possono essere un gruppo di lavoratori dipendenti, o l'insieme delle persone addette alle attività di un centro sociale autogestito, ma anche chi si occupa di femminismo.

## Collettivi studenteschi
In una scuola, può indicare sia una riunione di classe cui partecipano solo gli studenti per discutere problemi comuni o prepararsi ad attività più ampie come quella dell'assemblea d'istituto, sia un'organizzazione studentesca vera e propria, di solito facente parte di una sola scuola, che si occupa di problematiche e di attività interne, nonché di lotta sociale e politica. Spesso questo genere di collettivo si dichiara autonomo o autorganizzato.